# 李行远 (唐朝)
李行远（?—?），唐朝宗室，唐太宗曾孙，纪王李慎之孙，義陽王李琮之子。
永昌元年（689年）他的祖父贝州（今河北省清河县）刺史纪王李慎被诬告谋反，流放巴州（今四川省巴中市），途中至蒲州（今山西省永济市）去世。其父李琮与兄弟三人在桂林野外被武则天派遣的酷吏所杀。李行远和弟弟李行芳被流放巂州（今四川省西昌市），武则天派处决流放者的六道使到达巂州，李行远和李行芳一起被杀。